# Garbacz
Garbacz [pronunciación en polaco: /ˈɡarbat͡ʂ/] es un pueblo ubicado en el distrito administrativo de Gmina Waśniów, dentro del condado de Ostrowiec, Voivodato de Świętokrzyskie, en el centro-sur de Polonia. Se encuentra a unos 3 kilómetros al sur de Wasniów, a 14 kilómetros al suroeste de Ostrowiec Świętokrzyski, y a 43 kilómetros al este de la capital regional Kielce.